# Krabat y el molino del diablo (película)
Krabat (subtitulada en España como Krabat y el molino del diablo y en México como Aprendiz de magia negra) es una película alemana dirigida por Marco Kreuzpaintner; está basada en la novela homónima escrita por Otfried Preussler, la cual a su vez tiene su origen en una leyenda tradicional sorbia.

## Argumento
La película trata de un joven huérfano de 14 años, Krabat, quien escucha en sueños la llamada del maestro y, junto a un grupo de otros once jóvenes huérfanos, durante las míseras condiciones de vida existentes durante la Guerra de los Treinta Años, encuentra refugio en un molino apartado de la civilización en el que aprenderá extraordinarias habilidades, pero donde nada es lo que aparenta ser. Los temas recurrentes son la magia, el poder, la muerte, el destino, y la amistad.

## Producción

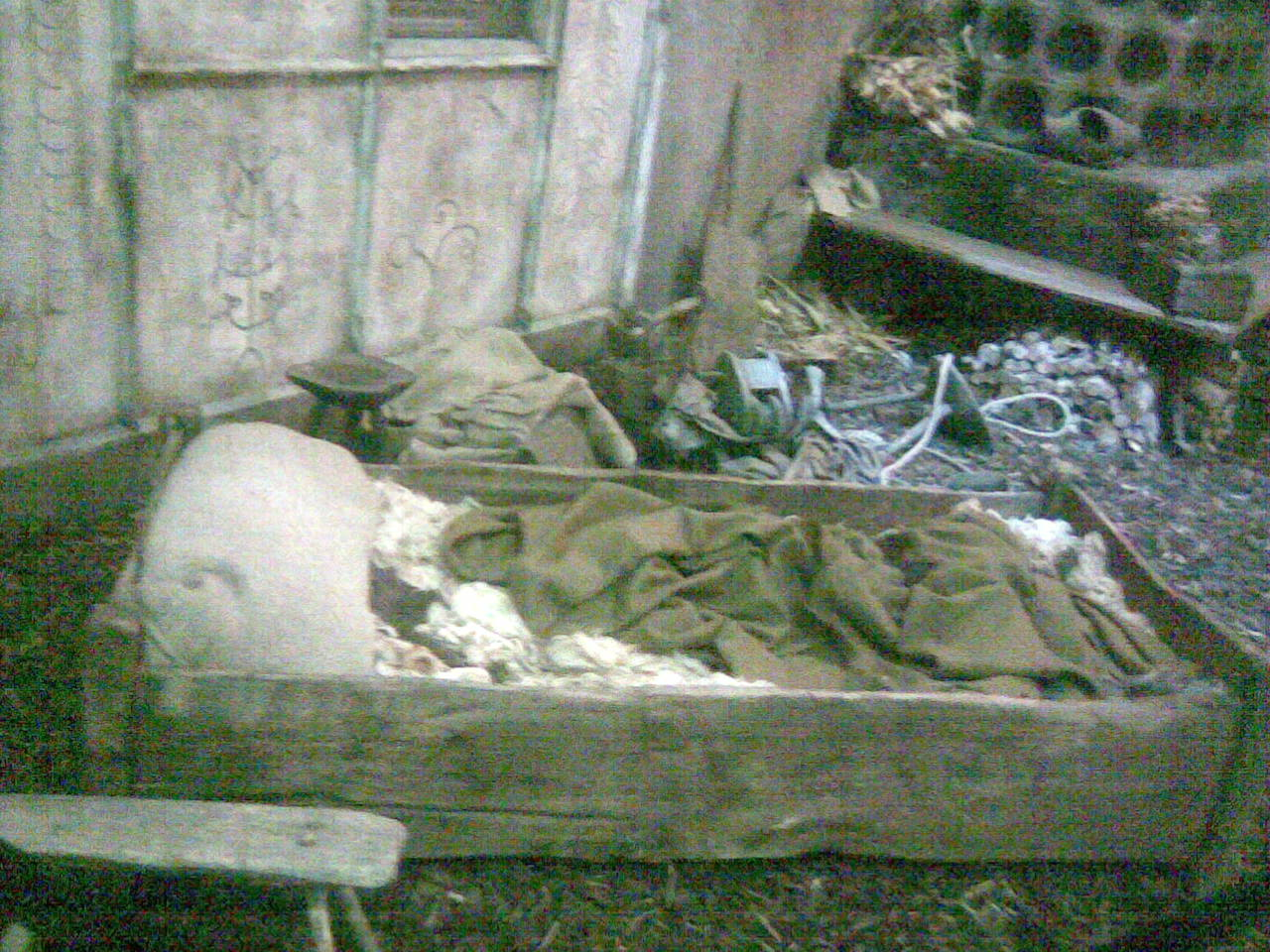
Decorado original en locación.

La película fue rodada por Marco Kreuzpaintner, también conocido por Tormenta de verano. Participan varios actores alemanes reconocidos, como Daniel Brühl,  Hanno Koffler, Tom Wlaschiha y David Kross. La producción costó más de 8 millones de Euros.
La historia ya era conocida por el público alemán; incluso antes de la novela de Otfried Preussler, otra versión de la leyenda había sido publicada en el libro Die Schwarze Mühle (El molino negro), de Jurij Brězan, de 1968. Y en 1978, la novela había sido adaptada en un fime animado checo, Čarodějův učeň (El Aprendiz de Brujo), dirigido por Karel Zeman. 
Se filmó, entre otras ubicaciones, cerca de Sibiu (Rumanía), bajo condiciones ambientales difíciles, en  Schwarzkollm, Alemania y en los estudios en Bottrop. 
El estreno mundial fue el 7 de septiembre de 2008 en el Festival Internacional de Cine de Toronto., y el estreno alemán el 9 de octubre de ese mismo año. En España se estrenó el 29 de enero de 2010.
El tema Allein Allein de la banda sonora fue compuesto por el grupo musical alemán Polarkreis 18.

## Premios
El largometraje ha sido galardonado con el premio a la Mejor Película Infantil y Juvenil en los Bayrischer Filmpreis y nominado en varias categorías en el Deutscher Filmpreis.